# Once Around
Once Around (bra: Meu Querido Intruso; prt: O Intruso Adorável) é um filme estadunidense de 1991, do gênero comédia dramático-romântica, dirigido por Lasse Hallström.

## Elenco
- Richard Dreyfuss .... Sam Sharpe
- Holly Hunter .... Renata Bella
- Danny Aiello .... Joe Bella
- Laura San Giacomo .... Jan Bella
- Gena Rowlands .... Marilyn Bella
- Roxanne Hart .... Gail Bella
- Danton Stone .... Tony Bella
- Tim Guinee .... Peter Hedges
- Greg Germann .... Jim Redstone
- Griffin Dunne .... Rob
- Cullen O. Johnson .... Sonny